# Ставењице
Ставењице (чеш. Stavenice) је насељено мјесто са административним статусом сеоске општине (чеш. obec) у округу Шумперк, у Оломоуцком крају, Чешка Република.

## Становништво
Према подацима о броју становника из 2014. године насеље је имало 142 становника.